# Zandloperdolfijn
De zandloperdolfijn (Sagmatias cruciger of Lagenorhynchus cruciger) is een zeldzame dolfijn die voorkomt in de zeeën rond Antarctica, bij een watertemperatuur van 1 tot 10 °C. Deze soort is zeer slecht bekend; er zijn maar weinig exemplaren bekend en ook foto's zijn zeldzaam. Waarschijnlijk is deze soort van alle dolfijnen het beste aan het leven in de open zee aangepast.

## Kenmerken
Deze dolfijn heeft een zwarte rug en een witte buik. De flanken zijn zwart, op twee grote witte stukken na. Het eerste stuk begint net boven de ogen en loopt door tot iets voor de rugvin. Achter de rugvin begint het tweede stuk, dat tot vlak bij de staart loopt. Tussen deze twee stukken loopt een smalle witte streep. Dit kleurpatroon lijkt op een zandloper; dat is ook waar dit dier zijn naam aan te danken heeft. Ook de staart en de vinnen zijn zwart. De vrij lange, taps toelopende vinnen zijn gebogen van vorm. Ook de grote rugvin is gebogen. De kop-romplengte bedraagt 1,63 tot 1,83 m. Vrouwtjes zijn wat groter dan mannetjes. Gemiddeld zitten er 28 tanden in elke kaakhelft.

## Leefwijze
Waarschijnlijk eet het dier koppotigen en kleine vissen. Het dier komt voor in relatief kleine scholen; er zijn geen groepen van meer dan zes dieren waargenomen. De zandloperdolfijn kan snel zwemmen en springt als hij op de vlucht is niet vaak uit het water.